# Alondra Nelson

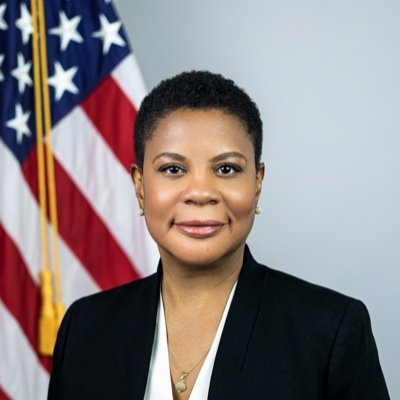
Alondra Nelson (2022)

Alondra Nelson (* 1968) ist eine US-amerikanische Soziologin und Professorin am Institute for Advanced Study in Princeton (New Jersey). Seit Januar 2021 ist sie stellvertretende Direktorin des White House Office of Science and Technology Policy (OSTP) und war von Anfang 2022 bis Oktober 2022 kommissarische Direktorin.
Nelson machte das Bachelor-Examen 1994 an der University of California, San Diego, den Master-Abschluss 1999 an der New York University, dort wurde sie 2003 zur Ph.D. promoviert. Bevor sie 2019 an das Institute for Advanced Study kam, war sie Professorin an der Yale University und der Columbia University. 2020 wurde sie zum Mitglied der American Academy of Arts and Sciences ernannt.
Sie ist insbesondere für ihre Forschungen zu den soziopolitischen Dimensionen von Genetik und künstlicher Intelligenz bekannt.

## Schriften (Auswahl)
- The social life of DNA. Race, reparations, and reconciliation after the genome. Beacon Press, Boston 2016, ISBN 9780807033012.
- Als Herausgeberin mit Keith Wailoo und Catherine Lee: Genetics and the unsettled past. The collision of DNA, race, and history. Rutgers University Press, New Brunswick 2012, ISBN 9780813552545.
- Body and soul. The Black Panther Party and the fight against medical discrimination. University of Minnesota Press, Minneapolis/London 2011, ISBN 9780816676484.
- Als Herausgeberin mit Thuy Linh N. Tu und Alicia Headlam Hines: Technicolor. Race, technology, and everyday life. New York University Press, New York 2001, ISBN 0814736033.